# Минкаилов, Зелимхан Чингисханович
Зелимхан Чингисханович Минкаилов (род. 17 июля 1993) — российский борец вольного стиля, бронзовый призёр чемпионата России 2018 года, призёр розыгрышей Межконтинентального кубка, победитель всероссийских и международных турниров, мастер спорта России.

## Карьера
Чеченец. Выступает в весовой категории до 86 кг. Был членом юношеской сборной России. Воспитанник Детско-юношеской спортивной школы села Курчалой. Тренируется под руководством В. Б. Байалиева.

## Спортивные результаты
- Мемориал Али Алиева 2016 года — ;
- Мемориал Али Алиева 2018 года — ;
- Чемпионат России по вольной борьбе 2018 года — ;